# Margattea forcipata
Margattea forcipata (лат.) — вид тараканов рода Margattea из семейства Ectobiidae (в составе подсемейства Pseudophyllodromiinae или в отдельном семействе Pseudophyllodromiidae). Эндемик Китая.

## Этимология
Видовое название forcipatus, заимствованное из латинского языка, относится к срединному фалломеру с пинцетообразной вершиной.

## Распространение
Встречается в Китае (Гуандун).

## Описание
Тело небольшое (около 1 см), желтовато-коричневое. Этот вид в целом похож на Margattea transversa He & Wang, 2021, но может быть отличим от него по следующим признакам: 1) левый фалломер с длинным шипом; у последнего — с тремя длинными шиповидными отростками; 2) срединный фалломер с вершиной в форме щипцов; у последнего — вершина срединного фалломера с изогнутым шипом. Межоцеллярное расстояние немного шире расстояния между глазами, уже расстояния между усиковыми впадинами. Пятый нижнечелюстной пальмомер расширен, третий и четвёртый пальмомер оба длиннее пятого. Переднеспинка субэллиптическая, шире длины, диск обычно с симметричными макулами и полосами. Надкрылья и задние крылья полностью развиты. Вид был впервые описан в 2024 году китайскими энтомологами из Southwest University (Чунцин, Китай).